# Mūdbidri
Mūdbidri är en ort i Indien.   Den ligger i distriktet Udupi och delstaten Karnataka, i den södra delen av landet, 1 700 km söder om huvudstaden New Delhi. Mūdbidri ligger 130 meter över havet och antalet invånare är 30 632.
Terrängen runt Mūdbidri är huvudsakligen platt. Mūdbidri ligger uppe på en höjd. Runt Mūdbidri är det ganska tätbefolkat, med 185 invånare per kvadratkilometer. Mūdbidri är det största samhället i trakten. Omgivningarna runt Mūdbidri är en mosaik av jordbruksmark och naturlig växtlighet.